# Samir Bousenine
Samir Bousenine El Mourabit, född 7 februari 1991 i Escaldes-Engordany, är en andorransk före detta fotbollsspelare.
Bousenine spelade 4 A-landskamper för Andorra. I såväl den första landskampen 2010 som i den sista 2012 mötte Andorra Island. Han medverkade i en EM-kvalmatch, mot Makedonien i kvalet till EM 2012.